# Церква Казанської ікони Божої Матері (Малі Садки)
Церква Казанської ікони Божої Матері в Малих Садках — парафія і храм Шумського благочиння Тернопільської єпархії Православної церкви України в селі Малі Садки Кременецького району Тернопільської области.
Дерев'яна церква святого Миколая оголошена пам'яткою архітектури місцевого значення (охоронний номер 1954).

## Історія церкви
Близько 460 років тому в центрі села на найвищому пагорбі збудували дерев'яну Миколаївську церкву з дзвіницею. У 1961 році її закрили, а приміщення перетворили на склад.
Рішення про будівництво нового храму ухвалили навесні 1995 року. Ініціаторкою стала місцева жителька Ганна Кость, яка разом із чоловіком Степаном активно долучилася до його зведення.
Будівництво здійснювалося за кошти пожертв мешканців села та навколишніх сіл, а також за сприяння КСП «Полісся». До робіт активно долучалися: В. Колесник, В. Шевчук, М. Мельничук, М. Ткачук, М. Бомчук, П. Цезарук, Г. Провозюк, Ф. Шматковський, М. Шевчук, І. Андрійчук, М. Кость, В. Цимбалюк, М. Столярчук, А. Провозюк, Д. Шевчук, А. Безух, О. Слюсарчук та багато інших парафіян.
24 липня 2000 року, в день святої рівноапостольної княгині Ольги, відбулося освячення церкви. Здавна престольний празник у селі святкують саме в цей день.
Парафія церкви діє з березня 2005 року.

## Парохи
- о. Михайло Онищук (з 28 серпня 2005).